# Shujadin Shuja Shazada
Shujadin Shuja Shazada (* 12. September 1913, † nicht bekannt) war ein afghanischer Hockeyspieler.
Sein größter Erfolg war die Teilnahme an den Olympischen Spielen 1936 in Berlin. Shujadin kam bei drei Spielen zum Einsatz. 